# Vávrův mlýn (Cidlina)
Vávrův mlýn v Cidlině v okrese Jičín je vodní mlýn, který stojí severozápadně od obce na řece Cidlině. Je chráněn jako nemovitá kulturní památka České republiky.

## Historie
Mlýn pochází z 1. poloviny 17. století (údajně z roku 1635). V letech 1822–1911 byl v majetku rodiny Šmídů.

## Popis
Areál se skládá z budovy mlýna, zděných chlévů a roubené stodoly; obytná část s mlýnicí má sedlovou střechu. Voda na vodní kolo vedla náhonem.